# Ľubor Kresák
Ľubor Kresák (* 23. August 1927 in Topoľčany, Slowakei; † 20. Januar 1994 in Bratislava) war ein slowakischer Astronom.
Kresák entdeckte zwei Kometen: den periodischen Kometen 41P/Tuttle-Giacobini-Kresak sowie den nicht periodischen C/1954 M2 (Kresak-Peltier). Im Jahre 1978 stellte er die These auf, dass das Tunguska-Ereignis durch ein Fragment des periodischen Kometen Encke ausgelöst worden sein könnte.
Zu seiner Ehre wurde der Asteroid (1849) Kresák nach ihm benannt.